# Código de área 559

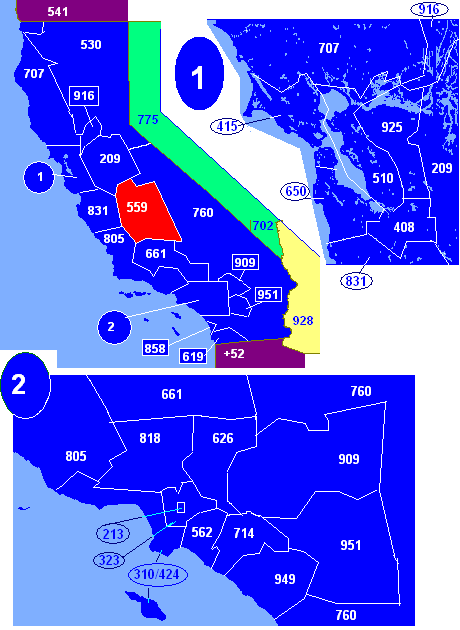
Mapa de los códigos de áreas en California mostrados en azul y en rojo el 559

559 es el código de área norteamericano para el área central de California sirviendo a los condados de Fresno, Madera, Kings y Tulare. Fue creado el 14 de noviembre de 1998, cuando la parte sur del código de área 209 (en servicio desde 1958) llegó a su capacidad.  

## Servicios
El código de área 559 sirve a los condados del área Central de California de Fresno, Madera, Kings y Tulare. Las ciudades principales usando el código de área 559 en la región son Fresno, Clovis, Madera, Sanger, Reedley, Dinuba, Selma, Tulare, Visalia, Hanford, Lemoore y Porterville.

## Ciudades con el código de área 559
| - Auberry - Big Creek - Biola - Bowles - Calwa - Cantua Creek - Caruthers - Clovis - Coalinga - Del Rey - Dunlap - Easton - Firebaugh - Fowler - Fresno - Friant - Huron - Kerman - Kingsburg - Knowles - Lanare - Laton - Mendota - Mercey Hot Springs - Orange Cove - Parlier - Pinedale - Prather - Raisin City - Reedley - Orange Cove - Riverdale - Rolinda - San Joaquin - Sanger - Selma - Shaver Lake - Squaw Valley - Tollhouse - Tranquillity | - Armona - Avenal - Corcoran - Hanford - Hardwick - Home Garden - Kettleman City - Lemoore Station - Lemoore - Stratford - Ahwahnee - Bonadelle Ranchos-Madera Ranchos - Chowchilla - Coarsegold - Fish Camp - Madera Acres - Madera - Millerton - North Fork - Oakhurst - Parksdale - Parkwood - Raymond - Yosemite Lakes | - Alpaugh - Badger - Cutler - Dinuba - Ducor - East Orosi - East Porterville - Exeter - Farmersville - Goshen - Ivanhoe - Lemon Cove - Lindsay - London - Orosi - Pixley - Poplar-Cotton Center - Porterville - Springville - Strathmore - Terra Bella - Three Rivers - Tipton - Traver - Tulare - Visalia - Woodlake - Woodville |